# Gia Kiệm
Gia Kiệm là một xã thuộc tỉnh Đồng Nai, Việt Nam.
Xã Gia Kiệm có diện tích 33,39 km², dân số năm 1999 là 20.302 người,
 mật độ dân số đạt 608 người/km².

## Hành chính
Xã Gia Kiệm được chia thành 7 ấp: Đông Bắc, Tây Nam, Đông Kim, Tây Kim, Võ Dõng 1, Võ Dõng 2, Võ Dõng 3.